# Lake Charles
Lake Charles (franska: Lac Charles) är den sjätte största staden i delstaten Louisiana, USA. Lake Charles är administrativ huvudort i Calcasieu Parish. Staden har 76 848 invånare (2016).

## Kända personer från Lake Charles
- Dominic L. Gorie, astronaut
- Nellie Lutcher, musiker
- Lucinda Williams, musiker
- Ha*Ash, musiker